# 沒有心跳的少女 BEATLESS
《沒有心跳的少女 BEATLESS》是由長谷敏司撰寫，redjuice擔任原作插畫，於2011年2月開始在Newtype連載至2012年8月，2012年10月由角川書店出版輕小說，於2014年6月25日公佈發行音樂專輯，電視動畫於2018年1月12日起TBS、每日放送首播。最後4話《BEATLESS Final Stage》於2018年9月播出完結。

## 簡介
|  | 我相信著你的笑容。縱使你沒有靈魂——。 |

少年開啟了名為「人類未到產物」的潘朵拉之箱。一百年後的未來，人類是否會被進化過度的「物品」所淘汰？那是從現在開始延續的嶄新生存競爭的故事。
BEATLESS，那是沒有心跳之物。從來沒人描寫過的，人類的絕望與希望。

## 登場人物[3]

### 主要角色
遠藤新人（Arato Endo，聲：吉永拓斗）
本作主角，於2087年出生，高中2年級學生。和父親、妹妹一起生活。父親遠藤幸造是著名hIE研究人員，承擔著次世代型環境實驗都市的相關研究工作。某天突然和蕾希亞相遇。被蕾希亞所吸引的新人成為其所有人（物主），並且逐漸被捲入到各種難以置信的事件中。他代表的是「人」與「物」中的『人』的一方。而他的名字叫遠藤アラト，アラト即新人，意為代表人類踏出嶄新一步的新人類，同時又在暗示最初發表小說的雜誌《Newtype》
蕾西亞（Lacia，聲：東山奈央）
蕾西亞級hIE Type-005，有著淡紫色的頭髮與冰藍色的瞳孔。
本作女主角，手持巨大黑棺的hIE。
穿著黑白兩色的連身衣。要求遠藤成為她最初的持有者，能將機械根據需要變換各種形態。擁有淡紫色的頭髮和少女般的容顏。她的機械裝置為「Black Monolith（黑色秘棺）」。出逃後與男主人公遠藤新人相遇，並接納他為自己的所有人（物主）。 機體被賦予的『意義』：【信任人類並託付工作的道具】

### 蕾西亞級hIE
紅霞（Kouka，聲：富岡美沙子）
蕾西亞級hIE Type-001，有著紅色的頭髮與瞳孔。因研究所爆炸事件而流出的5個無人 戰鬥小組的其中一個。能擺動巨大的刀刃或是大砲，用笑臉享受破壞。
由於被設計為戰鬥用hIE，強化皮膚與普通人肌型號不同，隱約可見接縫。蕾西亞作為報酬給予紅霞一個偽造身分名字——“霞崎可禮亞”，兼有刀刃及槍炮的巨大機械裝置(刀刃向外彎折露出炮口)“Blood Prayers（血腥祈禱）”,擁有強力的激光和斬殺用的刀具這雙重特性 機體被賦予的“意義”：【為了在與人類的競爭中取勝的道具】

雪花蓮（Snowdrop，聲：五十嵐裕美）
蕾西亞級hIE Type-002，有著綠色的頭髮與瞳孔。
天真無邪的掠食者。擁有翡翠綠的眼眸和淡綠色的頭髮，易使周圍陷入混沌的神出鬼沒的hIE。她的機械裝置“Emerald Harmony（翡翠調和）”可以將任何機械撕扯粉碎，並再度合成，使其遍布神經，得以支配。裙狀物也是裝置的一部分。 Snowdrop的花語在贈予他人時，便意指“渴望你死”。 機體被賦予的“意義”：【接受進化之委託的道具】

薩托努斯（Saturnus，聲：下地紫野）
蕾西亞級hIE Type-003，有著亞麻色的頭髮與棕色的瞳孔。
接受了大富豪艾莉卡·伯勒斯為她所取的名字——“Mariage”，並承認其為所有人，為其所用。她的機械裝置為“Gold Weaver（黃金織巢）”，形似古董縫紉機。 機體被賦予的“意義”：【創造環境的道具】

梅忒黛（Methode，聲：雨宮天）
蕾西亞級hIE Type-004，有著橙色的頭髮與鮮紅色的瞳孔。
披著彷彿火焰燃燒般的橙色頭髮，被賦予了看起來明顯是機械的“形態”。無比正確，甚至到了殘酷的地步。任何方面都遙遙領先於人類，是超越了人類的“物”的代表。她的機械裝置為“Liberated Flame（熾焰解放）”。 機體被賦予的“意義”：【擴張人類的道具】

### 相關人物
海內遼（Ryo Kaidai，聲：石川界人）
追查著hIE逃亡事件，新人的同班同學。世界屈指可數的hIE行動管理雲平台企業「米福雷公司」創業者一族的長男。有一個妹妹紫織。後來成為梅忒黛的主人，希望破壞掉蕾西亞。
村主健吾（Kengo Suguri，聲：山下大輝）
與蕾西亞級hIE紅霞接觸，新人的同班同學。吾妻橋的飯館「Sunflower」家的兒子。有一個妹妹奧莉佳。
遠藤由佳（Yuka Endo，聲：小野早稀）
主人公遠藤新人的妹妹，14歲。儘管是個善於撒嬌也有些傻乎乎的女孩子，卻是個很會替哥哥著想的妹妹。不擅長學習，卻很招人喜歡。性格淳樸無邪念 ，卻又意外的堅強。因為遠藤一家，只有兄妹兩人居住，新人將蕾西亞帶回家後，由佳情緒變得不穩定，哭了出來。和村主奧莉佳、海內紫織是好友。與蕾西亞相識後，偷偷替她報名了模特的網絡海選。
海內紫織（Shiori Kaidai，聲：佐武宇綺）
海內遼的妹妹。16歲，比遼小1歲。成熟冷靜的性格。參加「米福雷」的派閥爭鬥，打算從新人手中奪回蕾西亞。與由佳和奧莉佳是朋友。喜歡紅茶。曾經是梅忒黛的主人。在開導新人的過程中對其表示喜歡，並且親吻了他。
村主奧莉佳（Olga Suguri，聲：若井友希）
村主健吾的妹妹。15歲，比健吾小2歲。混血兒，母親是來自俄羅斯的留學生薇若妮卡。金髮，戴有玻璃球的髮飾。對健吾的可疑行動感到擔心。
艾莉卡·伯羅斯（聲：陶山惠實里）
柏洛茲財團的理事長，也是媒體集團法比翁MG的CEO。生於2011年。新人的同班同學。在長達77年的冷凍睡眠後，於2104年甦醒。對蕾西亞級hIE的所有者們提出了將戰鬥開放化的提案。
遠藤幸造（聲：內田夕夜）
遠藤新人和遠藤由佳的父親。
海內剛
海內遼和海內紫織的父親。
渡來銀河（聲：神谷浩史）
米福雷社的研究計劃主任。與蕾西亞級的事件有著深刻關聯的男人。正和梅忒黛一起搜索結下所有者契約後逃走的蕾西亞級hIE。接近與蕾西亞有所關聯的海內遼，並有所企圖。
堤美佳（聲：花澤香菜）
米福雷社的行動管理程序企劃課課長。雖然已經30多歲，但說話語氣還像學生一樣，性格平易近人。和紫織關係很好。

## 用語
hIE
22世紀以來，被稱作hIE（humanoid Interface Elements）的人型機器人普及到了一般市民中間。經由代理勞動契約制度，讓hIE代替自己進行勞動一事得到了認可，由此，應由人類從事的工作大多數開始由hIE代勞。hIE不只從事售貨員和女僕等日常生活中的勞動，還會因為外表美麗的機體而從事服裝模特的工作。此外，還存在動物型的Interface Element（aIE），它們被當成寵物的替代品來飼養。對於人類而言，hIE已經是必不可少的「物品」。
模擬入侵
即使在21世紀的現代，如果見到警官外貌的人偶，人也會感到緊張。這是由於人類對於同樣為人類的「形態」作出反應，並產生各種感情的本能之故。在思考之前，以視覺為首的五感就會驅動感情——以這一意識的安全漏洞為目標，對人類「模擬的」意識進行「入侵（誘導、改變）」的這一行為，就是模擬入侵。為了利用這一作用，hIE被賦予了人類的「形態」。
米福雷公司
世界最大的hIE行動管理雲平台企業。擁有超高度AI「希金斯」。他們將緊急時的資料搬運用「蕾西亞級hIE」的開發交給了「希金斯」。在東京研究所已經完成了5台「蕾西亞級hIE」的開發，但卻被她們逃走了。企業內部分裂成將經營判斷交給「希金斯」的親計算機派閥，以及人類的組織就該由人類運用的人類派閥。現在，他們委託名為HOO（Hands Of Operation）的PMC（民間軍事公司）將逃走的hIE回收並破壞。
裝置（Device）
Lacia級hIE擁有稱為裝置（Device）的外部裝備。其性能隨機種的不同而各異，反映了Lacia級hIE各機的個性。裝置配備有感知器，能夠為Lacia級hIE主機實時提供各類情報。裝置內部搭載有量子計算機，即便在與網絡隔絕的單機狀態下也能保有高度發達的計算能力。
血腥祈禱（Blood Prayers）
刀刃長度超過1米的巨大刀型裝置。搭載有超高功率的發電機和超越主戰坦克（MBT）的激光發射器。量子計算機擁有匹敵軍用基地司令計算機的能力。保持hIE主機的簡易化，相關機能由裝置分擔，該系統正是由此裝置確立起來的。
翡翠調和（Emerald Harmony）
擁有高硬度結晶外殼的機械裝置。結晶材料以其強度為傲，只要不曾經受大規模作業機械長時間的能量投射便不會受到損傷。 hIE主機（Snowdrop）也處在裝置的支配之下。這才是雪花蓮實質上的本體。翡翠調和就像是牙齒，讀取其撕碎機械的機能，再經由吞入雪花蓮體內做好再構成的準備。裝置與外界輸入輸出信息的機能便是建立在這台裝置的基礎上的。而其與裙狀人工神經集成連為一體，從這裡生出擬態為五彩花瓣的子元件，用以支配機械。
黃金織巢（Gold Weaver）
擁有直刺地面的錨栓，宛如紡車般的裝置。具有創造“事物”的性質。雖然其形狀類似縫紉機，然而其手柄卻是每當旋轉至設定角度便需要獲得物主認可的指令認證道具。之所以採用這種拐彎抹角的系統，是為了當這件裝置在製造危險的中間生成物時能夠緊急停止或向物主尋求認可。
熾焰解放（Liberated Flame）
位於雙手手掌心的裝置。仿真聲子武器。散佈極難觀測的粒子，以其為媒介，將龐大的能量傳送瞄準的位置。在散佈了粒子的地方釋放，彈速與威力都是壓倒性的。零距離射擊時的破壞力更是驚人，除非是應對的裝甲材料，否則即使是厚度達一米的物體也能輕易穿透並爆破。裝置收納於hIE主機內，且並不僅僅局限於掌心，而是分佈於梅托黛的身體各部。通過調用該機能，梅托黛便得以擁有了壓倒性的高性能。
黑色秘棺（Black Monolith）
漆黑而巨大的棺形裝置，裝甲表層鍍有超高硬度結晶板。搭載有量子計算機，使通過網絡進行分散計算成為可能。只要物主解除設備鎖定，便能發揮其真正的價值。而每當開放裝置機能時，需要物主的認證。由於使用裝置會留下記錄，所以每次使用需要得到人類的確認方可施展。

## 出版書籍

### 輕小說
| 卷數   | KADOKAWA       | KADOKAWA               | 四季出版      | 四季出版               |
| 卷數   | 初版發售日期   | ISBN                   | 初版發售日期  | ISBN                   |
| 單行本 | 單行本         | 單行本                 | 單行本        | 單行本                 |
| ------ | -------------- | ---------------------- | ------------- | ---------------------- |
| 全     | 2012年10月10日 | ISBN 978-4-04-110290-9 | 2016年6月1日  | ISBN 978-986-902-121-0 |
| 全     | 2012年10月10日 | ISBN 978-4-04-110290-9 | 2017年1月25日 | ISBN 978-986-938-565-7 |
| 全     | 2012年10月10日 | ISBN 978-4-04-110290-9 | 2019年5月2日  | ISBN 978-986-954-756-7 |
| 文庫本 |                |                        |               |                        |
| 上卷   | 2018年2月24日  | ISBN 978-4-04-106583-9 |               |                        |
| 下卷   | 2018年2月24日  | ISBN 978-4-04-120399-6 |               |                        |

### 漫畫
| 卷數 | KADOKAWA      | KADOKAWA               | 四季出版       | 四季出版               |
| 卷數 | 初版發售日期  | ISBN                   | 初版發售日期   | ISBN                   |
| ---- | ------------- | ---------------------- | -------------- | ---------------------- |
| 1    | 2012年9月22日 | ISBN 978-4-04-120399-6 | 2014年10月25日 | ISBN 978-986-568-618-5 |
| 2    | 2013年2月21日 | ISBN 978-4-04-120605-8 | 2014年12月24日 | ISBN 978-986-568-625-3 |

## 電視動畫
2018年1月12日起由日本每日放送等台首播。2017年11月25日發表PV第一彈及5名聲優陣容。

### 製作人員
- 原作：長谷敏司（日语：長谷敏司）（KADOKAWA）
- 原作插畫：redjuice
- 監督：水島精二
- 系列構成：高橋龍也（日语：高橋龍也）、雜破業
- 人物設計：矢口弘子
- 美術監督：峯田佳實
- 色彩設計：林由稀
- 攝影監督：伊藤康行
- 編輯：小島俊彥
- 音響監督：菊田浩巳
- 音響製作：樂音舍
- 音樂：Narasaki、kz
- 音樂製作：INCS toenter
- 動畫製作：diomedéa
- 製作：BEATLESS製作委員會

### 主題曲
片頭曲
「Error」（第2 - 13話）
作詞：MARiA，作曲：toku，編曲、主唱：GARNiDELiA
第1話未使用
「Truth.」（第14話 - 23話）
作詞：メイリア，作曲、編曲：toku（GARNiDELiA），主唱：TrySail
片尾曲
「PRIMALove」（第1 - 13話）
作詞、作曲、編曲：kz，主唱：ClariS
「Shapeless」（第14話 - 24話）
作詞、作曲、編曲：kz，主唱：東京勁舞娃娃
插入曲
「Trust」（第2話）
作曲：Pa's Lam System
「Resonator」
作詞、作曲、編曲：kz，主唱：halca
收錄在設定集BEATLESS “Arm for the Outsourcers”特典CD裡的原聲音樂。

### 各話列表
| 話數        | 日文標題                     | 中文標題       | 劇本     | 分鏡                       | 演出                   | 作畫監督 | 總作畫監督                   |
| ----------- | ---------------------------- | -------------- | -------- | -------------------------- | ---------------------- | --- | ---------------------------- |
| EP01        | Contract                     | 契約           | 高橋龍也 | 水島精二 宮澤努            | 久慈悟郎               | 石川雅一、小川茜 德永、加藤弘將 大村將司、宮澤努（機器）                                                                | 矢口弘子                     |
| EP02        | Analog hack                  | 模擬駭客       | 高橋龍也 | 吉田徹                     | 山本陽介               | 松本麻友子、小川茜 德永、福田佳太 野村治嘉、石丸史典 追崎史敏、澀谷秀 寒川步、森悅史 小澤圓                             | 井出直美                     |
| EP03        | You'll be mine               | 你是我的       | 高橋龍也 | 玉木慎吾                   | 三鹽天平               | 石川雅一、小川茜 德永、福田佳太 槙田路子、大村將司 加藤弘將、Yu min zi Park yu mi                                       | 矢口弘子                     |
| EP04        | Automatic world              | 自動世界       | 麻草郁   | 草川啟造                   | 草川啟造               | 青木真理子、木下由美子 服部益實、八代紀實子                                                                             | 井出直美 松本麻友子          |
| EP05        | Tools for outsoucers         | 外包工具       | 高橋龍也 | 井畑翔太                   | 井畑翔太               | 石川雅一、小川茜 德永、福田佳太 槙田路子、野村治嘉 石丸史典、諸石康太（機器）                                           | 矢口弘子                     |
| EP05.5      | Intermission 01              | 幕間休息 01    | 不適用   | 不適用                     | 不適用                 | 不適用 | 不適用                       |
| EP06        | Higgins Village              | 希金斯群落     | 雜破業   | 久慈悟郎                   | 久慈悟郎               | 石川雅一、小川茜 德永、福田佳太 槙田路子、野村治嘉 加藤弘將、本田辰雄 諸石康太（機器）                                  | 井出直美                     |
| EP07        | Boy Meets Pornography        | 少年遇見情色   | 雜破業   | 吉田徹                     | 山本陽介               | 石川雅一、小川茜 徳永、福田佳太 野村治嘉、石丸史典 大村将司、本田辰雄                                                   | 不適用                       |
| EP08        | Awakening of Sleeping Beauty | 喚醒的睡美人   | 雜破業   | 小坂春女                   | 小坂春女               | 石川雅一、小川茜 福田佳太、野村治嘉                                                                                     | 井出直美                     |
| EP09        | My whereabouts               | 我的下落       | 雜破業   | 玉木慎吾                   | 三鹽天平               | 石川雅一、小川茜 福田佳太、野村治嘉 榎田路子、徳永 本田辰雄、石丸文典 諸石康太（機器）、松田寛（機器） 伊藤一樹（機器） | 井出直美 松本麻友子 矢口弘子 |
| EP09.5      | Intermission 02              | 幕間休息 02    | 不適用   | 不適用                     | 不適用                 | 不適用 | 不適用                       |
| EP10        | Dwellings and surroundings   | 住處和環境     | 村井贞之 | 草川啓造                   | 草川啓造               | 石川雅一、小川茜、福田佳太 野村治嘉、槙田路子、徳永さやか Ryu Joong Hyeon                                               | 井出直美 松本麻友子          |
| EP11        | Dystopia game                | 錯位遊戲       | 村井贞之 | 井畑翔太                   | 井畑翔太               | 石川雅一、小川茜、福田佳太 野村治嘉、槙田路子、徳永さやか 本田辰雄、井畑翔太、諸石康太（機器）                          | 井出直美 矢口弘子            |
| EP12        | Slumder of human             | 沉睡的人類     | 雜破業   | 吉田徹                     | 胡蝶蘭あげは           | 石川雅一、小川茜、福田佳太 野村治嘉、槙田路子、徳永さやか 本田辰雄                                                      | 井出直美                     |
| EP13        | The Player Within            | 玩家之中       | 雜破業   | 久慈悟郎                   | 久慈悟郎               | 松本麻友子、石川雅一、福田佳太 野村治嘉、槙田路子、徳永さやか 本田辰雄                                                  | 井出直美                     |
| EP14        | An Answer to Survive         | 生存的解答     | 雜破業   | 井畑翔太                   | 井畑翔太               | 石川雅一、小川茜、福田佳太 野村治嘉、徳永さやか、本田辰雄 井畑翔太、伊藤一樹                                            | 井出直美                     |
| EP14.5      | Intermission 03              | 幕間休息 03    | 不適用   | 不適用                     | 不適用                 | 不適用 | 不適用                       |
| EP15        | Edge Line                    | 邊緣線         | 雜破業   | 青山弘                     | 山本陽介               | 井出直美、石川雅一、小川茜 福田佳太、野村治嘉、徳永さやか 榎田路子                                                      | 不適用                       |
| EP16        | Plus One                     | 舞伴           | 雜破業   | 角地拓大                   | 角地拓大               | 井出直美、石川雅一、徳永さやか 小川茜、福田佳太、榎田路子 野村治嘉、本田辰雄                                            | 不適用                       |
| EP16.5      | Intermission 04              | 幕間休息 04    | 不適用   | 不適用                     | 不適用                 | 不適用 | 不適用                       |
| EP17        | A Reason of Our Own          | 各自的理由     | 雜破業   | 黑川智之                   | 草川啓造               | 井出直美、石川雅一、徳永さやか 小川茜、福田佳太、榎田路子 野村治嘉                                                      | 不適用                       |
| EP18        | Protocol of Love             | 愛的協議       | 雜破業   | 吉田徹                     | 井畑翔太、胡蝶蘭あげは | 井出直美、石川雅一、徳永さやか 小川茜、福田佳太、榎田路子 野村治嘉、本田辰雄                                            | 不適用                       |
| EP19        | Paper Tiger                  | 外強中乾       | 高橋龍也 | 水島精二 久慈悟郎          | 久慈悟郎               | 井出直美、石川雅一、徳永さやか 小川茜、福田佳太、榎田路子 野村治嘉、本田辰雄                                            | 不適用                       |
| EP20        | Our Error World              | 我們錯誤的世界 | 高橋龍也 | 宮尾佳和                   | 山本陽介               | 井出直美、石川雅一、徳永さやか 小川茜、福田佳太、榎田路子 野村治嘉、本田辰雄                                            | 不適用                       |
| Final Stage |                              |                |          |                            |                        | |                              |
| EP21        | Higgins' silo                | 希金斯儲存室   | 村井貞之 | 井畑翔太                   | 井畑翔太               | 石川雅一 | 不適用                       |
| EP22        | Pygmalion                    | 賣花女孩       | 村井貞之 | 角地拓大                   | 角地拓大、胡蝶蘭あげは | 石川雅一、大村将司 | 不適用                       |
| EP23        | Beatless                     | 沒有心跳的少女 | 高橋龍也 | 井畑翔太                   | 山本陽介               | 石川雅一、井出直美、松本麻友子 槙田路子、福田佳太、本田辰雄                                                             | 不適用                       |
| EP24        | Boy Meets Girl               | 當男孩相逢女孩 | 高橋龍也 | 井畑翔太 水島精二 久慈悟郎 | 久慈悟郎、胡蝶蘭あげは | 石川雅一、井出直美、加藤弘将 槙田路子、福田佳太、本田辰雄 松本麻友子、小川茜                                            | 不適用                       |

### 播放電視台
日本深夜動畫：下文記載的日本国内播放時間使用日本標準時間（UTC+9）表示。因為部分時間标识會採用30小时制，因此請留意这类超过24:00的时间，其實際播放時間為翌日清晨。
| 播放地區   | 播放電視台    | 播放日期               | 播放時間（UTC+9）         | 所屬聯播網          | 備註   |
| ---------- | ------------- | ---------------------- | ------------------------- | ------------------- | ------ |
| 近畿廣域圈 | 每日放送(MBS) | 2018年1月13日－6月30日 | 星期五 25時55分－26時25分 | 日本新聞網          |        |
| 關東廣域圈 | TBS電視台     | 2018年1月13日－6月30日 | 星期五 25時55分－26時25分 | 日本新聞網          |        |
| 日本全國   | BS-TBS        | 2018年1月14日－7月1日  | 星期六 24時00分－24時30分 | 日本新聞網 衛星電視 |        |
| 日本全國   | AT-X          | 2018年1月18日－7月5日  | 星期三 24時00分－24時30分 | 衛星電視            | 有重播 |

### Blu-ray BOX
| 卷數 | 發行日期       | 收錄話數      | 規格編號  | 封面hIE  |
| ---- | -------------- | ------------- | --------- | -------- |
| 1    | 2018年5月25日  | 第1話~第6話   | KAXA-7621 | 紅霞     |
| 2    | 2018年7月25日  | 第7話~第12話  | KAXA-7622 | 薩托努斯 |
| 3    | 2018年9月26日  | 第13話~第18話 | KAXA-7623 | 梅忒黛   |
| 4    | 2018年11月28日 | 第19話~第24話 | KAXA-7624 | 蕾西亞   |

## 関連項目
- HRP-4C - 第７話出演。

## 註腳
1. ↑  .   [2014年6月25日]. （原始内容存档于2014年7月2日）.
2. ↑  .   [2017年11月30日]. （原始内容存档于2017年12月1日）.
3. ↑  . 電視動畫「沒有心跳的少女 BEATLESS」官方網站.   [2017-12-09]. （原始内容存档于2017-12-10） （日语）.
4. ↑  .   [2017年11月30日]. （原始内容存档于2017年10月7日）.
5. ↑  .   [2017年11月30日]. （原始内容存档于2017年12月1日）.
6. ↑  .   [2017年11月30日]. （原始内容存档于2017年11月30日）.
7. ↑  .   [2018年5月4日]. （原始内容存档于2019年5月4日）.
8. ↑  .   [2018年2月25日]. （原始内容存档于2018年3月3日）.
9. ↑  .   [2018年2月25日]. （原始内容存档于2018年3月3日）.
10. ↑  .   [2017年11月30日]. （原始内容存档于2017年10月7日）.
11. ↑  .   [2017年11月30日]. （原始内容存档于2017年10月26日）.
12. ↑  .   [2017年11月30日]. （原始内容存档于2017年10月7日）.
13. ↑  .   [2017年11月30日]. （原始内容存档于2017年12月1日）.
14. ↑  .   [2017年11月30日]. （原始内容存档于2020年8月25日） （日语）.
15. ↑  .   [2018-10-21]. （原始内容存档于2018-10-21）.
16. ↑  . 電視動畫「沒有心跳的少女 BEATLESS」官方網站.   [2017-12-09]. （原始内容存档于2017-12-10） （日语）.
17. ↑  . 電視動畫「沒有心跳的少女 BEATLESS」官方網站.   [2017-12-09]. （原始内容存档于2017-12-10） （日语）.
18. ↑  . 電視動畫「沒有心跳的少女 BEATLESS」每日放送電視台節目介紹.   [2018-01-22]. （原始内容存档于2018-01-22） （日语）.
19. ↑  . 電視動畫「沒有心跳的少女 BEATLESS」官方網站.   [2018-01-31]. （原始内容存档于2018-01-31） （日语）.

## 外部連結
- 電視動畫「沒有心跳的少女 BEATLESS」公式官網 （页面存档备份，存于）（日語）
- 電視動畫「沒有心跳的少女 BEATLESS」AT-X電視台 節目表專頁 （页面存档备份，存于）（日語）
- 電視動畫「沒有心跳的少女 BEATLESS」MBS每日放送電視台 節目專頁 （页面存档备份，存于）（日語）
- 電視動畫「沒有心跳的少女 BEATLESS」公式的X（前Twitter）（日語）